# Bathymicrops belyaninae
Bathymicrops belyaninae — вид авлопоподібних риб родини Notosudidae. Це морський, батидемерсальний вид, що поширений на заході Тихого океану.